# Lithacodia inchoata
Lithacodia inchoata är en fjärilsart som beskrevs av Alfred Ernest Wileman 1911. Lithacodia inchoata ingår i släktet Lithacodia och familjen nattflyn. Inga underarter finns listade i Catalogue of Life.